# Pegi Young
Pegi Young (1. prosince 1952 – 1. ledna 2019) byla americká zpěvačka, bývalá manželka kanadského hudebníka Neila Younga.

## Život
Od poloviny sedmdesátých let žila s kanadským hudebníkem Neilem Youngem, za kterého se roku 1978 provdala. Poprvé se potkali roku 1974, kdy pracovala jako servírka poblíž Youngova ranče. Spolu s ním se starala o jeho syna Zeka (* 1972), který ještě před narozením utrpěl mozkové aneurysma. Později se jim narodil syn Ben (* 1978), jejich první společný potomek, který trpěl dětskou mozkovou obrnou. Jejich druhým potomkem byla dcera Amber (* 1984). Dvojice spolu pracovala na různých projektech, jedním z nich byl například Bridge School, vzdělávací program zaměřený na děti s postižením. Každoročně se tak konal benefiční koncert na podporu organizace. Young v červenci roku 2014 požádal po šestatřiceti letech manželství o rozvod. Pegi Young byla inspirací pro několik jeho písní, například „Unknown Legend“ a „Such a Woman“. Hudební kariéru zahájila roku 2000, kdy absolvovala koncertní turné jako doprovodná zpěvačka svého manžela. Své první album vydala roku 2007, později vydala další tři.

## Diskografie
- Pegi Young (2007)
- Foul Deeds (2010)
- Bracing for Impact (2011)
- Lonely in a Crowded Room (2014)